# Maverick Motors
Maverick Motors war ein US-amerikanischer Automobilhersteller, der zwischen 1953 und 1955 in Mountain View (Kalifornien) ansässig war.
Gebaut wurde ein großer zweisitziger Roadster mit GFK-Karosserie. Der Radstand betrug – je nach Motor – zwischen 3048 mm und 3251 mm, die Gesamtlänge 4877 mm. Der Kühlergrill stammte von LaSalle von 1940, die Scheinwerfer vom Lincoln der Jahre 1949–1951 und die Parkleuchten 1949er-Mercury. Je nach Wunsch des Käufers hatte der Wagen keine, eine oder zwei Türen. Das Heck hatte die in den 1930er-Jahren  moderne Bootsform.
Die Käufer konnten jeden zeitgenössischen V8-Motor als Antrieb wählen, aber serienmäßig war das Aggregat des Cadillac von 1953 mit 5426 cm³ Hubraum, das 210 bhp (154 kW) leistete. So ausgestattet wogen die Fahrzeuge 1404 kg und kosteten 3850 Dollar. Bis 1955 entstanden nur sieben Fahrzeuge.